# Spilosoma breteaudeani
Spilosoma breteaudeani är en fjärilsart som beskrevs av Charles Oberthür 1896. Spilosoma breteaudeani ingår i släktet Spilosoma och familjen björnspinnare. Inga underarter finns listade i Catalogue of Life.